# Austroaeschna pinheyi
Austroaeschna pinheyi är en trollsländeart som beskrevs av Günther Theischinger 2001. Austroaeschna pinheyi ingår i släktet Austroaeschna och familjen mosaiktrollsländor. Inga underarter finns listade i Catalogue of Life.